# شهاب الدين عمر السهروردي
شهاب الدين أبو حفص عمر السهروردي البغدادي الشافعي (539 - 632 هـ) أحد علماء أهل السنة والجماعة ومن أعلام التصوف في القرن السابع الهجري، ومؤسس الطريقة السهروردية الصوفية، صاحب كتاب «عوارف المعارف». وصفه الذهبي بـ «الشيخ الإمام العالم القدوة الزاهد العارف المحدث شيخ الإسلام أوحد الصوفية»، وقال عنه ابن النجار «كان شهاب الدين شيخ وقته في علم الحقيقة، وانتهت إليه الرياسة في تربية المريدين، ودعاء الخلق إلى الله، والتسليك».

## نسبه
شهاب الدين أبو حفص وأبو عبد الله عمر بن محمد بن عبد الله بن محمد بن عبد الله - وهو عمويه - بن سعد بن حسين بن القاسم بن النضر بن القاسم بن محمد بن عبد الله بن عبد الرحمن بن القاسم بن محمد بن أبي بكر الصديق القرشي التيمي البكري السهروردي الصوفي ثم البغدادي.

## مولده ونشأته
ولد في رجب سنة 539 هـ وقدم من سهرورد، فصحب عمه أبا النجيب ولازمه وأخذ عنه الفقه والوعظ والتصوف، وصحب قليلاً عبد القادر الجيلاني، وفي البصرة صاحب أبا محمد بن عبد. وسمع من هبة الله بن أحمد الشبلي، وأبي الفتح ابن البطي، وخزيفة بن الهاطرا، وأبي الفتوح الطائي، وأبي زرعة المقدسي، ومعمر بن الفاخر، وأحمد بن المقرب، ويحيى بن ثابت.
وانتشر تلامذته في ارجاء المعمورة شرقا وغربا وبالذات الديار الهندية كدعاة للإسلام على منهج التصوف القادري السهروردي.

## وفاته
توفي شهاب الدين في بغداد في أول ليلة من سنة 632 هـ/1234م، ودفن في المقبرة الوردية، وبني على قبرهِ قبة على شكل منارة مخروطية الشكل على طراز القبب السلجوقية، وقيل ان بجانب قبرهِ ضريح الخليفة العباسي المستعصم بالله ولكن لم يثبت ذلك تاريخيا، وبني مسجد كبير بجوارهِ سمي باسمهِ وهو جامع الشيخ عمر السهروردي.